# Bania
 (novembre 2010).
Si vous disposez d'ouvrages ou d'articles de référence ou si vous connaissez des sites web de qualité traitant du thème abordé ici, merci de compléter l'article en donnant les références utiles à sa vérifiabilité et en les liant à la section « Notes et références ».
Le bania est un bain public en Russie.
Pratiqués avant qu'apparaissent les salles de bain, qui, aujourd'hui, équipent les logements particuliers ou collectifs, les banias restent très prisés des Russes.

## Histoire
L'usage du bania se trouve chez les Scythes.

## Processus
Le bania est un bain de vapeur chaude.
La préparation, qui amène la température de la salle aux environs de 60°C, peut prendre 3 à 6 heures.
Un poêle, traditionnellement en brique, produit la chaleur nécessaire. 
Pour produire la vapeur souhaitée, les usagers aspergent ce poêle d’eau chaude.
Un venik (веник), formé de quelques branches séchées de bouleau ou de chêne, est mis à la disposition de l'usager. Celui-ci commence par en imprégner d’eau les branches, puis pratique deux ou trois "passages". Au cours de chacun, il se fouette d'abord vigoureusement avec les branches duvenik avant de se plonger dans la neige ou l’eau froide d'un lac ou d'un cours d'eau.
Après deux ou trois de ces passages, la prise d'un thé et de douceurs dans la salle de repos termine la séance de bania.

### bania noir et bania blanc
- Pour le bania noir (баня по-чёрному), qui apparaît au XVIe siècle, la fumée sort du poêle à l'intérieur de la salle, pendant les 3 à 6 heures de chauffage préalable. Avant son élimination vers l'extérieur et l'arrivée des usagers, elle est censée exterminer de la salle tous les microbes et germes possibles, mais elle en noircit les murs, d'où son nom de bania noir. Cette pratique  est maintenant très rare; on la trouve encore en Sibérie[6].
- Pour le bania blanc (баня по-белому), un tuyau de cheminée rejette immédiatement la fumée à l'extérieur ; il est aujourd'hui bien plus largement répandu.

## Galerie

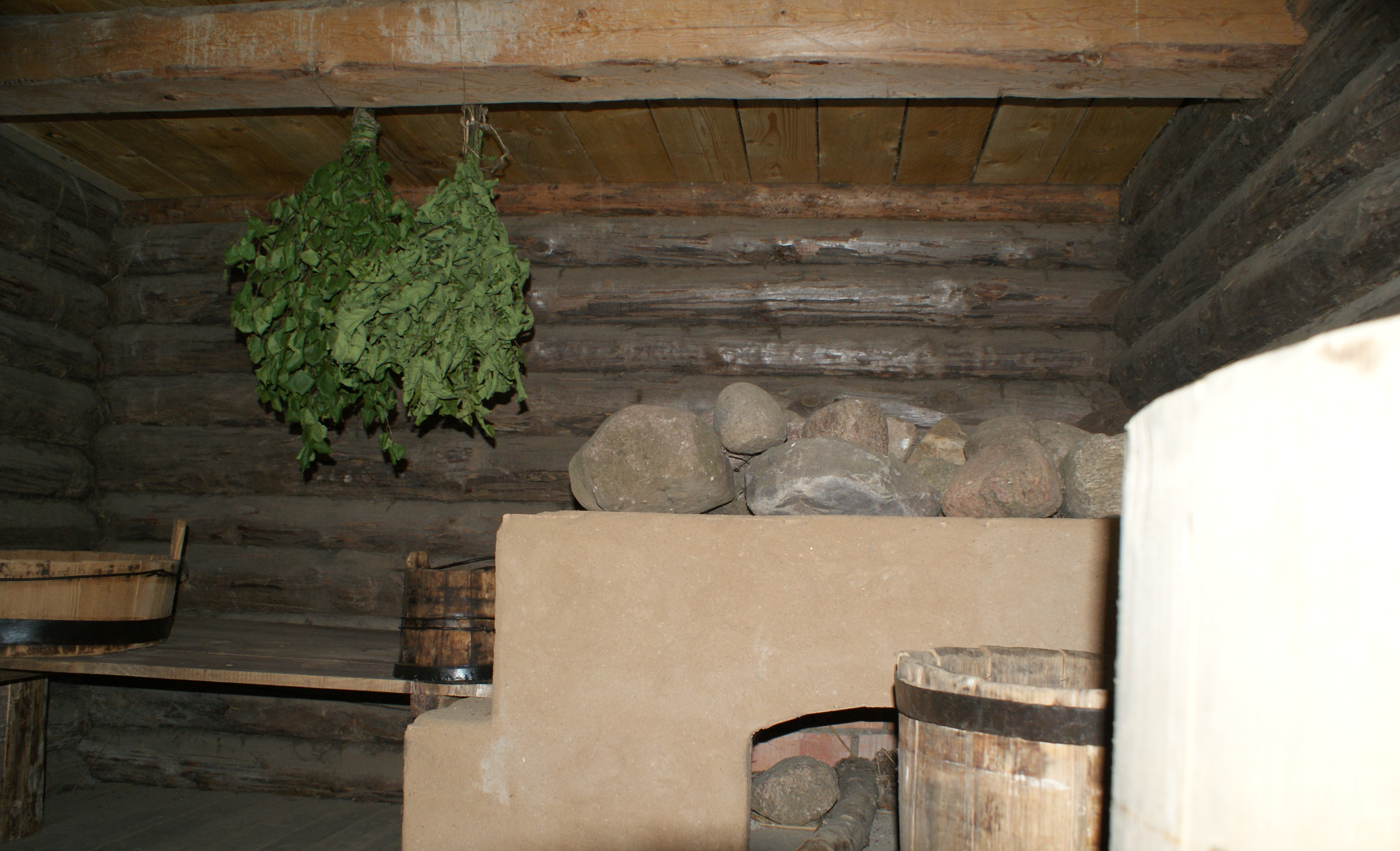
Intérieur d'un bania, Musée national de l'architecture et de la vie populaires, Strochitsy (en) (Biélorussie)
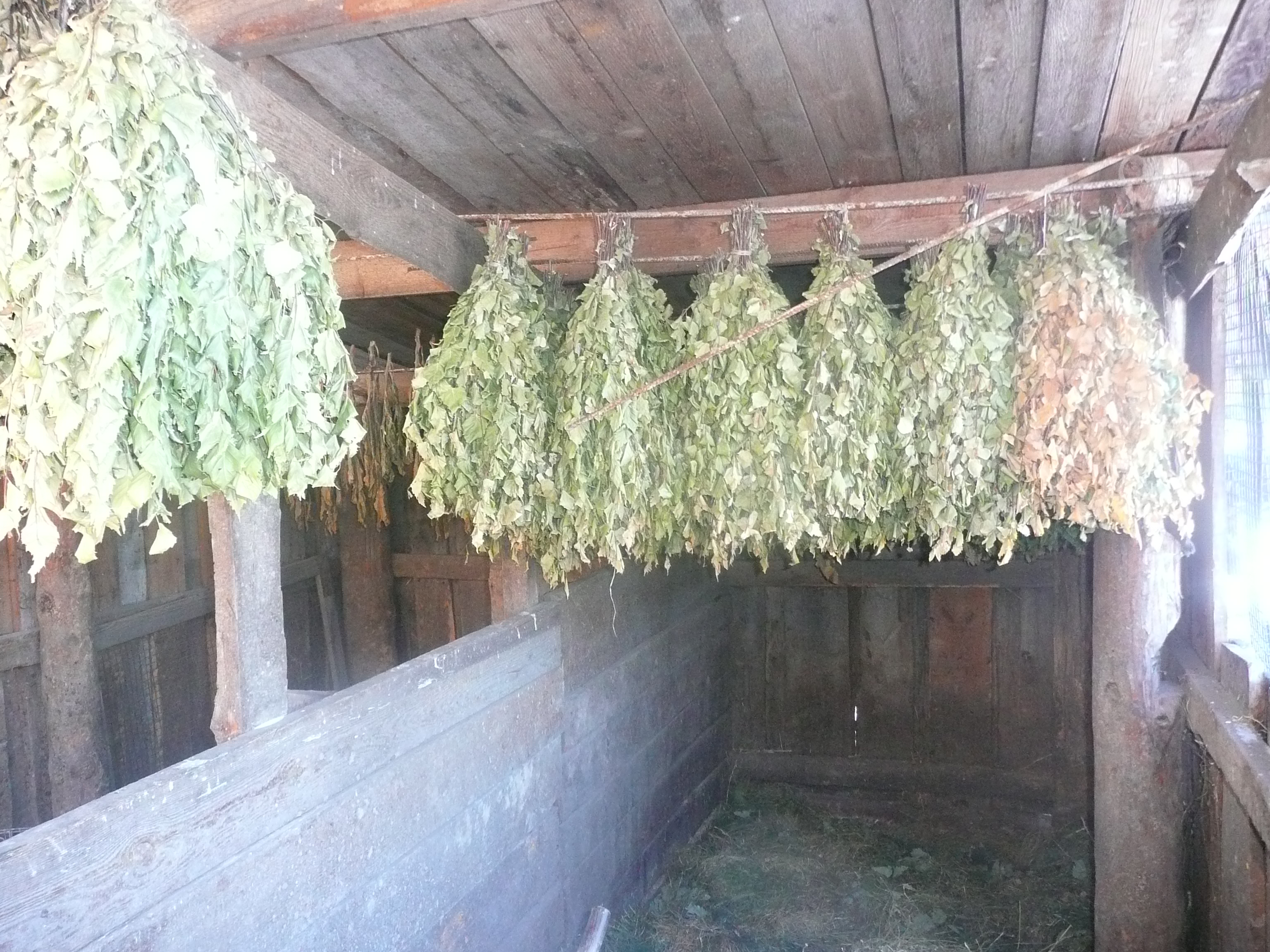
Veniki en cours de séchage
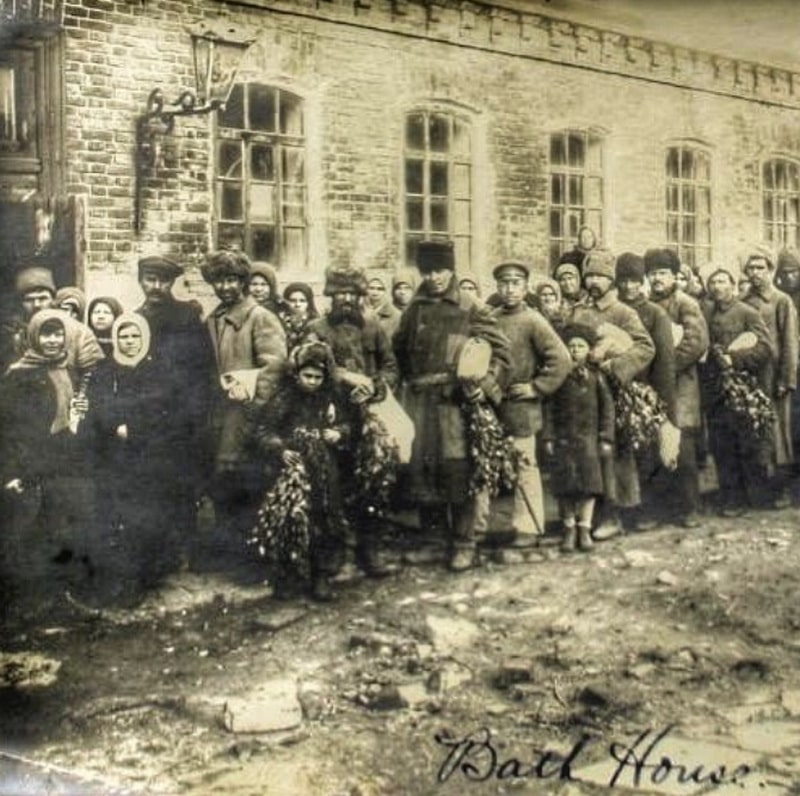
File d'attente dans le bain
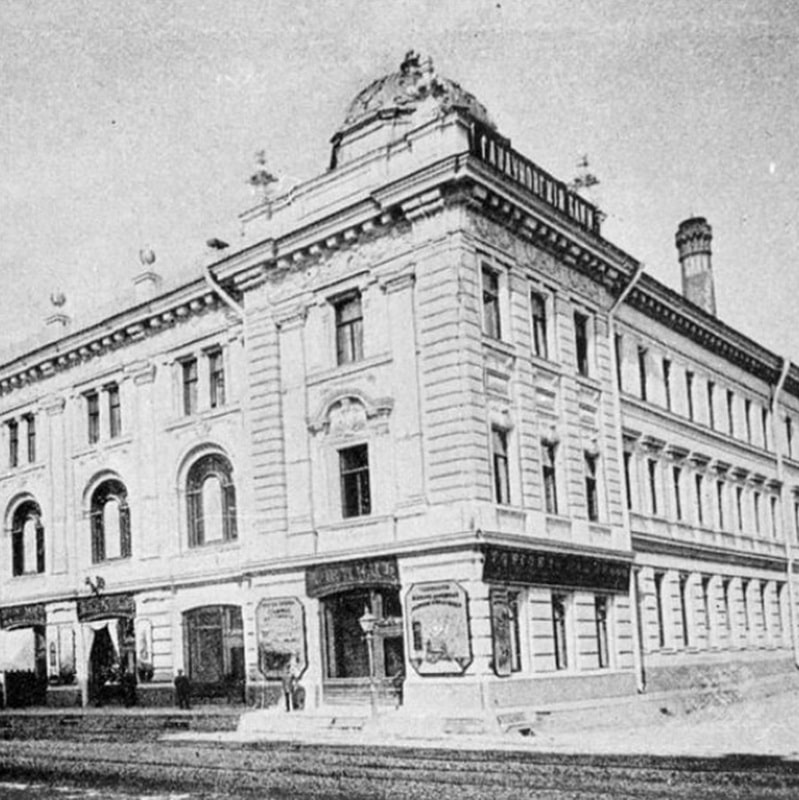
Bains Sandouny
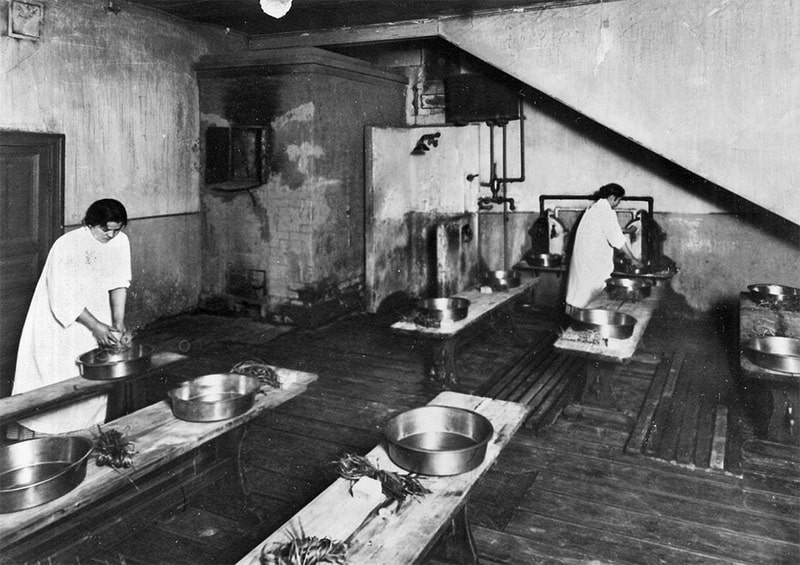
Bains publics de l'Institut des femmes de 1911
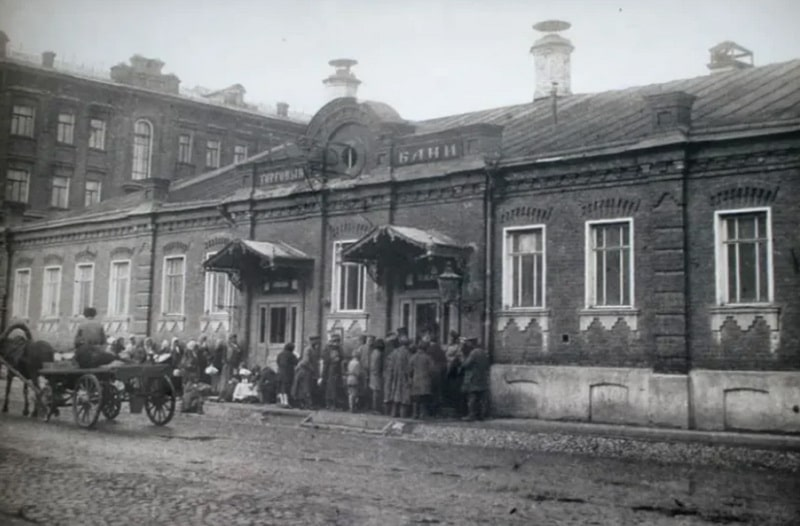
Seleznevskie bains

## Culture populaire
- Les usagers des banias s'échangent parfois les mots « С лёгким паром! » (« Que la vapeur soit légère ! »).
- "Que la vapeur soit légère! (ru)" est une émission humoristique de télévision, présentée sur ORT de 1999 à 2002 par Mikhail Evdokimov (en).